# Autrêches
Autrêches – miejscowość i gmina we Francji, w regionie Hauts-de-France, w departamencie Oise.
Według danych na rok 1990 gminę zamieszkiwały 574 osoby, a gęstość zaludnienia wynosiła 44 osoby/km² (wśród 2293 gmin Pikardii Autrêches plasuje się na 482. miejscu pod względem liczby ludności, natomiast pod względem powierzchni na miejscu 271.).